# Gmina Babice
Die Gmina Babice ist eine Landgemeinde im Powiat Chrzanowski der Woiwodschaft Kleinpolen in Polen. Ihr Sitz ist das gleichnamige Dorf mit 1487 Einwohnern (2013).

## Gliederung
Zur Landgemeinde (gmina wiejska) Babice gehören folgende sieben Dörfer mit einem Schulzenamt:
Babice
Jankowice
Mętków
Olszyny
Rozkochów
Wygiełzów
Zagórze
Eine weitere Ortschaft der Gemeinde ist Włosień.